# Pozsonyhidegkút
Pozsonyhidegkút (szlovákul Dúbravka, németül Kaltenbrunn) Pozsony városrésze Szlovákiában. Közigazgatásilag a Pozsonyi kerület Pozsonyi IV. járásába tartozik.

## Fekvése
Pozsony központjától 5 km-re északnyugatra fekszik.

## Története
Területén már a történelem előtti időkben is laktak emberek. Kerültek elő leletek a késői kőkorszakból, a korai bronzkorból, majd a kelta és római korból is, ahonnan egy Villa Rustica alapjai kerültek elő.
A települést horvát telepesek alapították a 16. század közepén. Írásos forrás 1574-ben említi először a dévényi váruradalom részeként. A 17. századtól 1945-ig a Pálffy család malackai uradalmához tartozott. Az 1768-as urbárium szerint 58 jobbágytelke volt. 1809-ben a Morva völgyében Bécs felé vonuló francia csapatok felégették. 1831-ben kolerajárvány pusztította. 1866-ban érintette a porosz-osztrák háború is. Tűzoltóegyesülete 1889-ben alakult.
Vályi András szerint „HIDEG KÚT. Kaltenbrun, Dubravka. Tót falu Posony Várm. földes Ura G. Pálfy Uraság, lakosai katolikusok, fekszik Posonyhoz 1 mértföldnyire, a’ hol vagyonnyait jól el adhattyák, határja közép termékenységű, rozsot, és árpát terem, réttye van, szőleje nints, épűletnek való fája is van.”
Fényes Elek szerint „Hidegkút, (Dubravka), tót falu, Pozson vmegyében, Pozsonhoz 1 órányi távolságra, a Kobelhegy alatt. Kath. paroch. templom. 582 kath. lak. Itt sok kővé vált tengeri csigák találtatnak.”
A trianoni békeszerződésig Pozsony vármegye Pozsonyi járásához tartozott. 1946-óta Pozsony része.

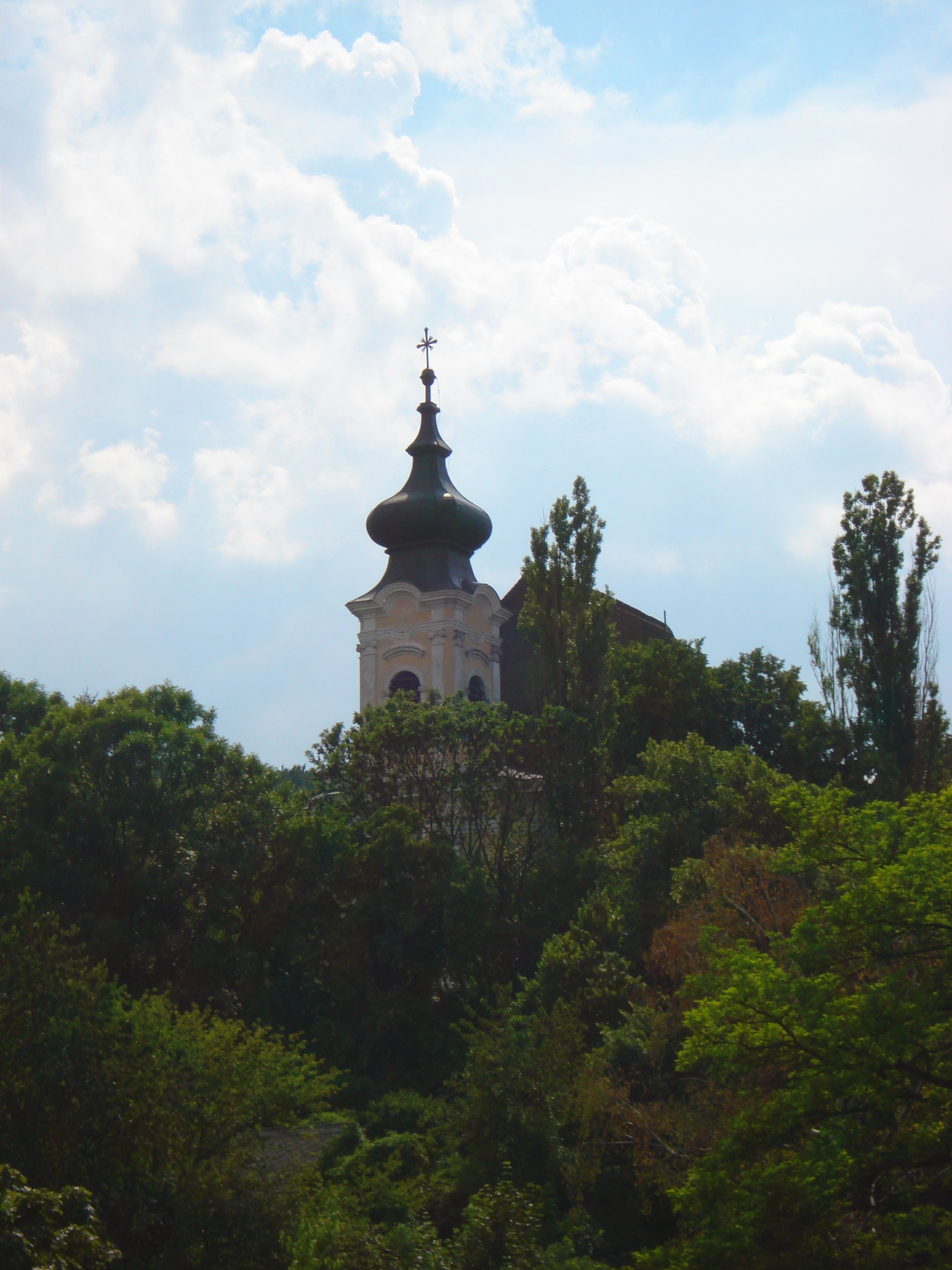
A Szent Kozma és Damján templom

## Népessége
1910-ben 876, túlnyomórészt szlovák lakosa volt.
2011
Összlétszám: 32607
- szlovákok: 30036
- magyarok: 818
- ruszinok: 62
- romák: 24
- ukránok: 34
- csehek: 477
- németek: 61
- lengyelek: 34
- egyéb/na: 1061

## Nevezetességei
- Szent Kozma és Damján tiszteletére szentelt római katolikus temploma 1723-ban épült korábbi alapokon.
- Két kápolnája a 16. század végén és a 19. század közepén készült. Búcsújáróhely, a Rózsafüzér királynőjének kegyhelye.
- Szent Vendel szobra.
- Szűz Mária szobra.
- 2003-ban a Szentlélek tiszteletére új katolikus templom épült.

## Híres emberek
- Itt született 1913. január 10-én Gustáv Husák kommunista politikus, Csehszlovákia államfője.